# Marcela Fernández Barreneche
Marcela Fernández Barreneche   (Medellín, 1990) és una guia de muntanya i activista colombiana fundadora de l'organització Cumbres Blancas.
Mitjançant expedicions científiques, amb un equip d'alpinistes, fotògrafs, científics i artistes, supervisa els canvis i desenvolupa formes creatives per evitar la pèrdua de les glaceres.
Després de llegir una entrevista al diari comunitari Vivir en El Poblado, on un científic avisava del greu estat dels glaciars a Colòmbia, va orientar la seva energia a la seva conservació i va fundar l'organització ambiental Cumbres Blancas. Partint de la base que la neu és l'aliment del glaciar va decidir actuar perquè nevi més a Colòmbia i la temperatura no sigui tan calenta. A més dels hàbits i les lleis també es pot actuar restaurant ecosistemes, sembrant frailejones i páramo en vivers per accelerar-ne el creixement i que acabin afavorint la generació de boira.
L'any 2021 va publicar un llibre amb el seu equip que vol servir d'arxiu històric, amb informació i fotografies dels glaciars colombians. El llibre descriu els noms ancestrals de cada un dels sis glaciars existents, a més de presentar a mode de conclusió les causes de que es fongui i les opcions que tenen els ciutadans per reduir el desgel i protegir els ecosistemes que hi ha al voltant del páramo i bosc als Andes.
El 2023, va ser inclosa a la llista de les 100 dones més influents de l'any per la BBC per crear consciència sobre el ràpid deteriorament dels glaciars i fer monitoratge del procés.